# HD 27245
HD 27245，又名BD+60 800，SAO 13113、HR 1335，是一颗恒星，视星等为5.39，位于銀經146，銀緯7.67，其B1900.0坐标为赤經4h 13m 5.5s，赤緯+60° 7.67′ 52″。